# Leopold Persius von Lindorf
Leopold Persius von Lindorf (zm. 1721) heski polityk na usługach Landgrafstwa Hesja-Darmstadt.
On i Christian Eberhardt von Kameytsky (zm. 1726) byli jednymi z najważniejszych ministrów landgrafa Ernesta Ludwika von Hessen-Darmstadt, który często podejmował swe decyzje po konsultacji z nimi. Oficjalny tytuł Lindorfa brzmiał tajny radca (Geheimrath).